# Haarlemmermeer
Haarlemmermeer je občina na Nizozemskem v njeni provinci Severna Holandija. Je polder in obsega celinsko območje iztrgano morju. Ime Haarlemmermeer pomeni Haarlemsko jezero, kar se nanaša na vodno površino, ki je dala naselitveno področje v 19. stoletju.
Glavno mesto občine je Hoofddorp in je eno največji mest na Nizozemskem s 70.030 prebivalci, katerega ime ne nosi nobena občina. Skupaj s hitro rastočima mestoma Nieuw Vennep in Badhoevedorp tvori del aglomeracije in konurbacije Randstad.